# 도쿠모토 슈헤이
도쿠모토 슈헤이(일본어: 徳元 悠平, 1995년 9월 12일~)는 일본의 축구 선수이다.

## 구단 경력
그는 2018년 J3리그의 FC 류큐에 입단했다. 2019년 J3리그 우승으로 J2리그로 승격했다. 2020년 파지아노 오카야마로 이적했다. 2022년까지 106경기에 출전하여, 3득점을 넣었다. 2023년 J1리그의 FC 도쿄로 이적했다. 2024년 8월 나고야 그램퍼스로 이적했다.